# Stivali in pelle di montone

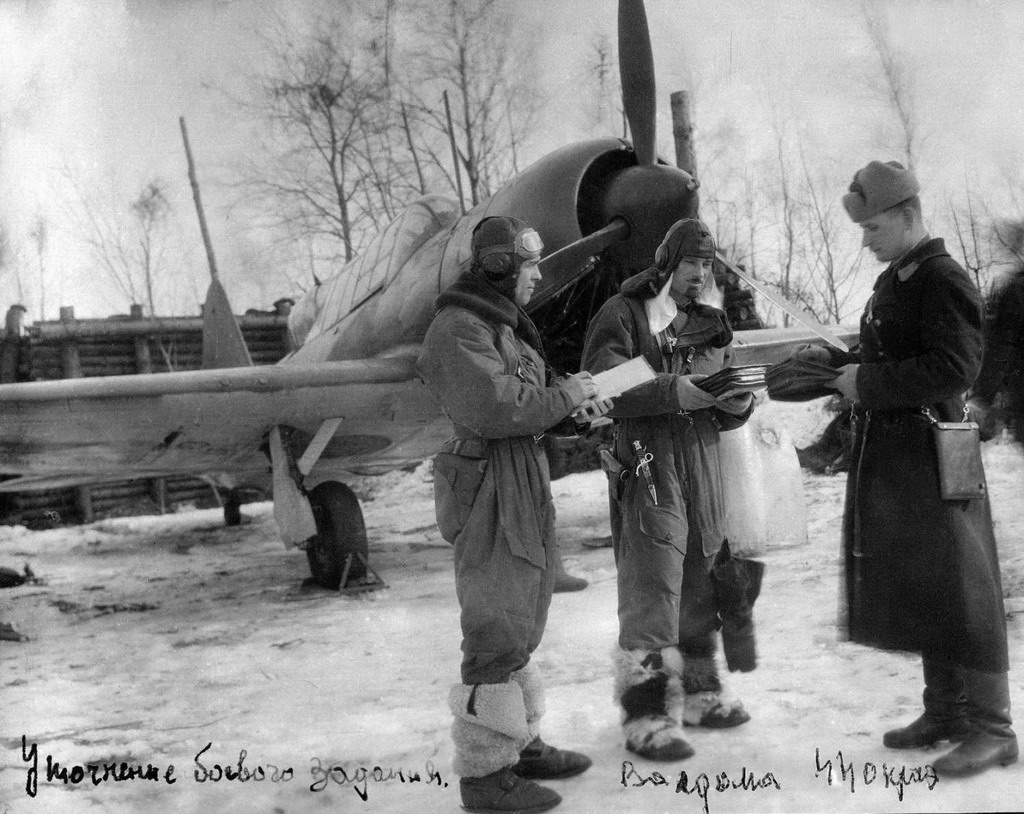
Stivali di montone indossati da aviatori sovietici durante la seconda guerra mondiale.

Stivali in pelle di montone sono stivali fatti in pelle di montone. La lana presente sulla pelle di montone ha ottime proprietà isolanti e, per questo motivo, questi stivali sono normalmente indossati quando fa molto freddo.
Gli stivali in pelle di montone sono stati indossati e utilizzati nei climi più freddi sin dal 500 d.C., data a cui risale una mummia che è stata ritrovata a Subashi in Cina con indosso quelli che possono essere considerati i precursori di questi stivali. Nell'antica Grecia, Platone scriveva che, durante i rigidi inverni di Potidea, molte persone erano solite avvolgere i loro piedi in caldi tessuti di feltro e pelli di montone. Nel diciannovesimo secolo l'esploratore William Knight osservò le popolazioni del Tibet indossare stivali in pelle di montone: le ballerine indossavano stivali di colori variegati e i cavalieri indossavano grandi stivali con pesanti cappotti e pantaloni in pelle di montone. Gli eschimesi e gli inuit delle regioni polari usano da secoli la pelle di montone per realizzare dei caldi stivali chiamati kamipak o marnguaq. Tali stivali vengono poi ingrassati per renderli resistenti all'acqua. Infine, durante l'inverno russo, i contadini indossavano di norma stivali rivestiti in pelle di montone per restare caldi.
Gli stivali in pelle di montone furono prodotti a Glastonbury dall'azienda quacchera dei Morland. Questi stivali divennero molto popolari ed ebbero un grande successo nel periodo in cui iniziò a diffondersi il motociclismo, poiché le moto che lasciavano i piedi scoperti erano molto fredde e ventose. Gli stivali della Morland furono utilizzati nella spedizione di Sir Edmund Hillary, che fu la prima a raggiungere la cima del monte Everest nel 1953. Gli stivali non vennero utilizzati per la scalata vera e propria, ma per scaldare gli scalatori durante le ore di riposo.
Anche gli aviatori avevano bisogno di indumenti caldi, poiché i loro velivoli non erano pressurizzati e il riscaldamento era inadeguato. Pertanto, a tale scopo, nel ventesimo secolo si diffuse l'uso di stivali, cappelli e giacche in pelle di montone. Durante la prima guerra mondiale il Maggiore Major Lanoe Hawker progettò degli stivali da aviazione in pelle di montone all'altezza della coscia che vennero realizzati per lui da Harrods. Questi stivali divennero rapidamente popolari nei Royal Flying Corps con il nome di fug boots. Questi stivali vennero tuttavia soppiantati dall'introduzione delle tute da aviazione che vennero abbinate a dei più comuni stivali all'altezza del ginocchio rivestiti in pelliccia. I piloti artici, però, avevano bisogno di indumenti particolarmente caldi e continuarono quindi ad utilizzare pesanti stivali in pelle di montone che arrivavano fino alle cosce al posto dei pantaloni. Sia gli indumenti che gli stivali venivano riscaldati elettricamente quando la tecnologia necessaria si rese disponibile.
In Australia, invece, furono progettati degli stivali in pelle di montone che si potevano infilare molto facilmente e vennero commercializzati con il nome di Ugh boots. (Ci sono diverse ipotesi sull'origine del nome e, tra le altre cose, si ipotizza che esso possa derivare dal nome del personaggio di un cartone, dall'abbreviazione di "ugly", cioè "brutto", e da un rielaborazione dei "fug" boots indossati durante la prima guerra mondiale). Questi stivali divennero popolari grazie ai surfisti che li utilizzavano per riscaldare i loro piedi dopo avere praticato surf nel freddo mare invernale. Il marchio UGG Australia è stato poi importato negli Stati Uniti, dove gli stivali venivano venduti in negozi specializzati, quali ad esempio quelli dedicati ai surfisti. In seguito questi stivali sono diventati popolari per essere stati indossati da attori, attrici e celebrità come Paris Hilton, Leonardo DiCaprio e Oprah Winfrey, cosa che ha portato ad un'esplosione delle vendite. Attualmente è in atto una concorrenza spietata con i marchi rivali (ad esempio Emu Australia) per il dominio di questo mercato.
Gli stivali di montone sono usati sui pazienti costretti a letto per prevenire piaghe da decubito, specialmente al tallone.